# بروولو-کارپونیینو
بروولو-کارپونیینو (به ایتالیایی: Brovello-Carpugnino) یک کومونه در ایتالیا است که در استان وربانو-کوزیو-اوسولا واقع شده‌است.

## خصوصیات
بروولو-کارپونیینو ۸٫۳ کیلومترمربع مساحت و ۶۰۷ نفر جمعیت دارد و ۴۴۵ متر بالاتر از سطح دریا واقع شده‌است.

## نگارخانه

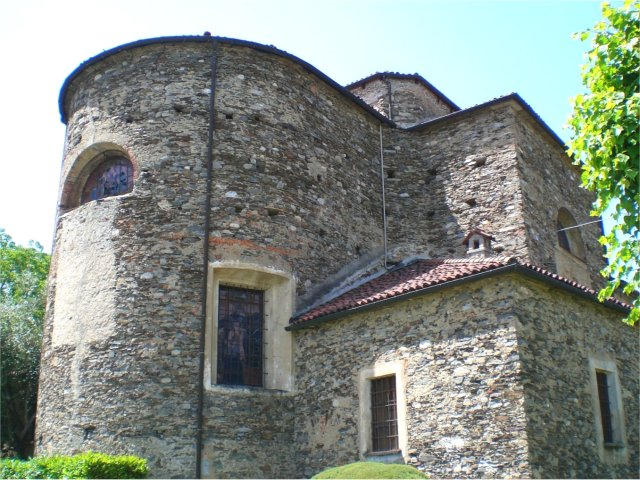
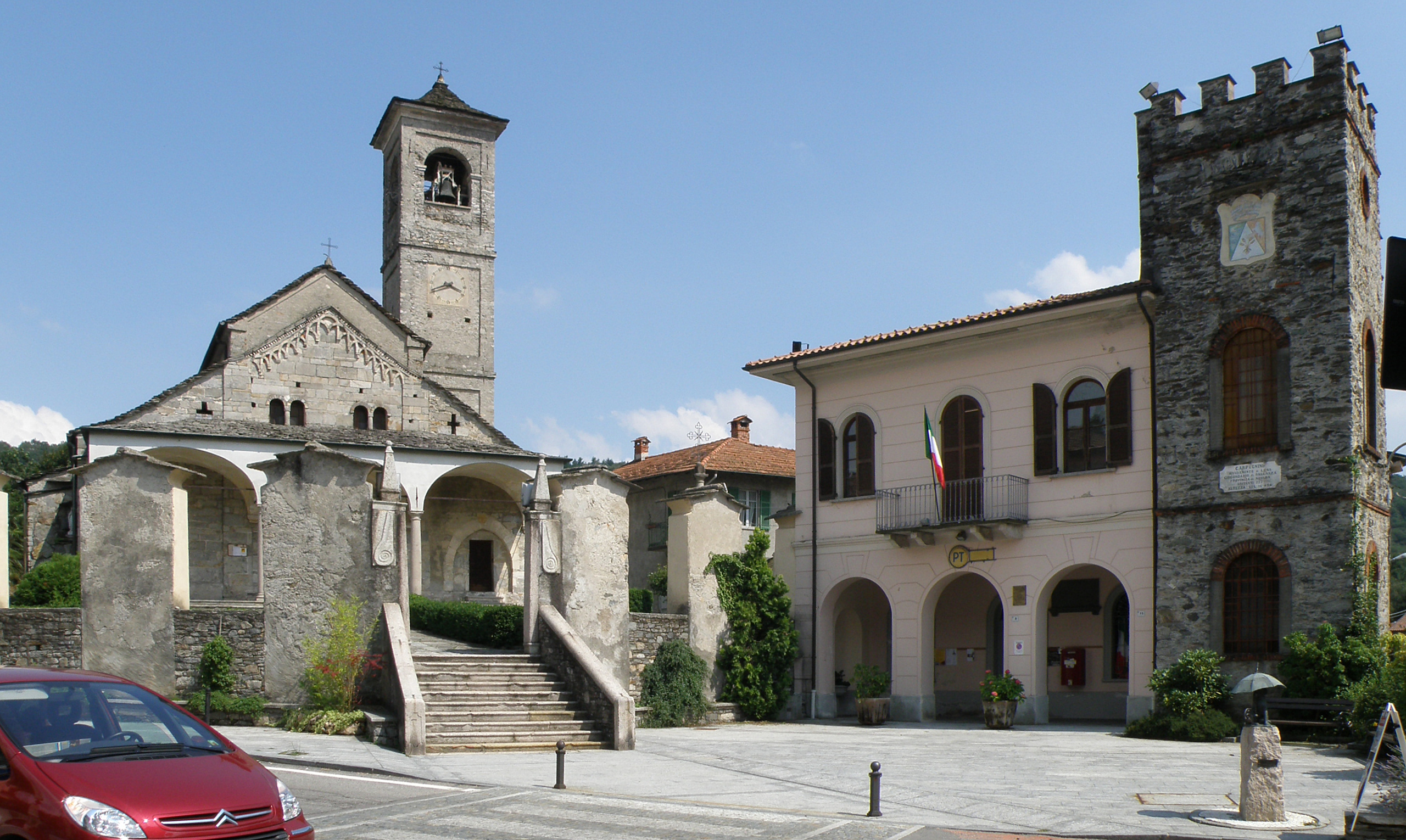